# Erik von Holst
Erik Johannes Peter Ernst von Holst (* 30. August 1894 in Reval; † 31. Mai 1962 in Ahrensbök) war ein deutschbaltischer Regattasegler und Konstrukteur.

## Leben

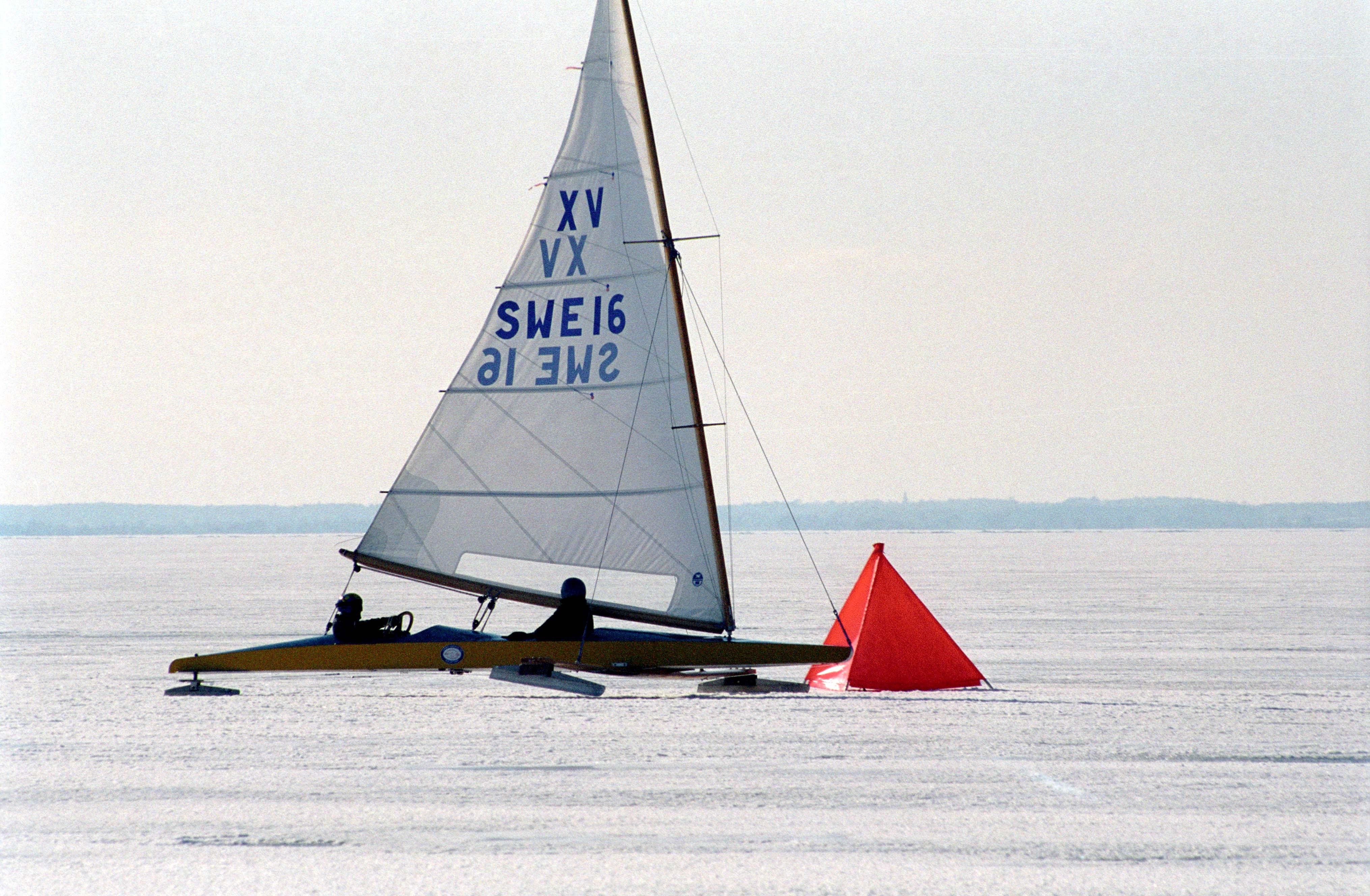
Eine schwedische Monotyp–XV Eisyacht

Erik von Holst lernte das Seesegeln vor der Küste Estlands vor dem Ersten Weltkrieg. 1930 war er an der Konstruktion des in Finnland und Estland sehr beliebten Hai-Boots durch Gunnar Stenbäck beteiligt. Als Regattasegler trat von Holst im Alter von mehr als 40 Jahren noch als Einhandsegler in der als Bootsklasse neu geschaffenen O-Jolle für Estland bei den Segelwettbewerben der Olympischen Sommerspiele 1936 vor Kiel auf der Kieler Förde an. Unter 25 Teilnehmern belegte er den 17. Platz.
Nach der Umsiedlung 1939 organisierte er 1940 die aus dem Baltikum vertriebenen Segler in Deutschland und war bis 1945 Commodore der Baltischen Segler-Vereinigung als Zusammenschluss von fünf Segelvereinen.
Seine Leidenschaft galt jedoch dem Eissegeln. Er konstruierte bereits vor dem Ersten Weltkrieg seine erste Eisyacht und verfasste 1924 das 1925 im Segelfachverlag Klasing erschienene Standardwerk, das 1984 nochmals neu aufgelegt wurde. Er ist der Konstrukteur der 1932 entstandenen Monotyp–XV Eisyacht. Die 1937 von Holst gezeichnete 12-m²-Eisyacht war von der EEU, der Europäischen Eissegel Union, die 1928 von Erik von Holst gegründet worden war, als „Volkseissegler“ konstruiert worden. Holst gewann mit seinen Konstruktionen selbst etliche Eissegelregatten.

## Schriften
- Die Eisyacht, Klasing, Berlin 1925